# Rodrigo Tello
Rodrigo Tello (* 14. Oktober 1979 in Santiago, Chile; eigentlich Rodrigo Álvaro Tello Valenzuela) ist ein ehemaliger chilenischer Fußballspieler.

## Karriere

### Verein
Seine professionelle Karriere begann Tello beim chilenischen Klub CF Universidad de Chile, wo er sein Profidebüt am 27. September 1999 gegen den Ligarivalen CD Cobreloa gab. Schnell entwickelte er sich und fiel durch gute Leistungen auf. 2000 wurde er zum besten Mittelfeldspieler des Landes gewählt. Sowohl 1999, als auch 2000 konnte er mit Universidad die chilenische Meisterschaft gewinnen. Inzwischen beobachteten auch europäische Verein Tello und so kam es im Januar 2000 zum Transfer zum portugiesischen Top-Klub Sporting Lissabon. Die Sporting-Verantwortlichen überwiesen seinem alten Arbeitgeber für diesen Wechsel eine Summe von 7,5 Millionen Euro. In den folgenden sieben Jahren trug er erfolgreich das Trikot der Grün-Weißen. Nachdem er zu Beginn noch Schwierigkeiten im neuen Land hatte, wurde er bald erste Wahl. Nach einigen Problemen in der Abwehr wurde er zeitweise als Linksverteidiger eingesetzt. 2002 feierte Tello die Meisterschaft mit Sporting. Im gleichen Jahr wurde der nationale Pokal, somit das Double, gewonnen, kurz darauf noch der portugiesische Super-Cup. 2006 folgte der erneute Gewinn des Pokals. Zur Spielzeit 2004/05 qualifizierte sich das Team über Rapid Wien, der Gruppenphase (u. a. Newcastle United), Feyenoord Rotterdam, FC Middlesbrough, Newcastle United und AZ Alkmaar für das Finale um den UEFA-Pokal. Im Endspiel gegen ZSKA Moskau musste sich die Mannschaft dann aber mit 1:3 geschlagen geben. Tello absolvierte die vollen 90 Minuten der Finalpartie. Am 30. Mai 2007 wechselte der Mittelfeldspieler schließlich ablösefrei zum türkischen Spitzenklub Beşiktaş Istanbul an den Bosporus und erhielt dort einen Dreijahresvertrag. In seinem zweiten Jahr beim Istanbuler Klub gewann der Verein das Double. Anschließend wurde Tello in die Süper-Lig-Mannschaft des Jahres gewählt.
Am 20. Juli 2010 wurde bekannt gegeben, dass Tello zu Eskişehirspor wechselt. Hier etablierte er sich schnell zum Stammspieler und Leistungsträger. Nachdem im Sommer 2013 Ertuğrul Sağlam das Traineramt von Eskişehirspor übernommen hatte, verlor Tello seinen Stammplatz und absolvierte bis zur Winterpause lediglich drei Ligaspiele. Im Frühjahr 2013 löste er nach gegenseitigem Einvernehmen mit der Vereinsführung seinen Vertrag auf und verließ den Klub.
Nachdem er die Rückrunde der Saison 2013/14 bei Elazığspor verbracht hatte, wechselte er zur Saison 2014/15 zum Zweitligisten Şanlıurfaspor. Zum Saisonende verließ er diesen Klub. Die Folgesaison in der Heimat bei Audax Italiano beschloss seine Karriere.

### Nationalmannschaft
Tello gab sein Debüt in der chilenischen Nationalmannschaft 2000 gegen Honduras. In der Folgezeit wurde er unregelmäßig in den Kader der Auswahl berufen. Nach einem Trinkgelage vor dem Viertelfinalspiel der Copa América 2007 gegen Brasilien (1:6) wurde Tello vom chilenischen Fußballverband für 20 Länderspiele gesperrt. Nach zehn Spielen und einer Geldstrafe wurde er wieder begnadigt. Im Mai 2010 wurde Tello von Trainer Marcelo Bielsa in den Kader für die Fußball-Weltmeisterschaft 2010 berufen. Dort kam er in der zweiten Halbzeit des Achtelfinales gegen Brasilien zu seinem ersten und einzigen Einsatz während des gesamten Turniers. Sein Team schied anschließend aus dem Wettbewerb aus.

## Erfolge und Auszeichnungen
- 2× Chilenischer Meister: 1998, 1999
- 1× Chilenischer Pokalsieger: 1999
- 1× Portugiesischer Meister: 2002
- 1× Portugiesischer Pokalsieger: 2002
- 1× Portugiesischer Supercup: 2002
- 1× Bester Mittelfeldspieler des Jahres in Chile: 1999
- 1× Türkischer Meister: 2009
- 1× Türkischer Pokalsieger: 2009
- UEFA-Cup-Finalist: 2005